# Тодювці
То́дювці (болг. Тодювци) — село у Великотирновській області Болгарії. Входить до складу общини Єлена.

## Населення
За даними перепису населення 2011 року у селі проживали 50 осіб, з них 48 осіб (96,0%) — болгари.
Розподіл населення за віком у 2011 році:
Динаміка населення: